# Iosif I al Portugaliei
Iosif I (portugheză José); (n. 6 iunie 1714, Lisabona, Portugalia – d. 24 februarie 1777, Lisabona, Portugalia) a fost al 25-lea (sau al 26-lea potrivit unor istorici) rege al Portugaliei.

## Primii ani

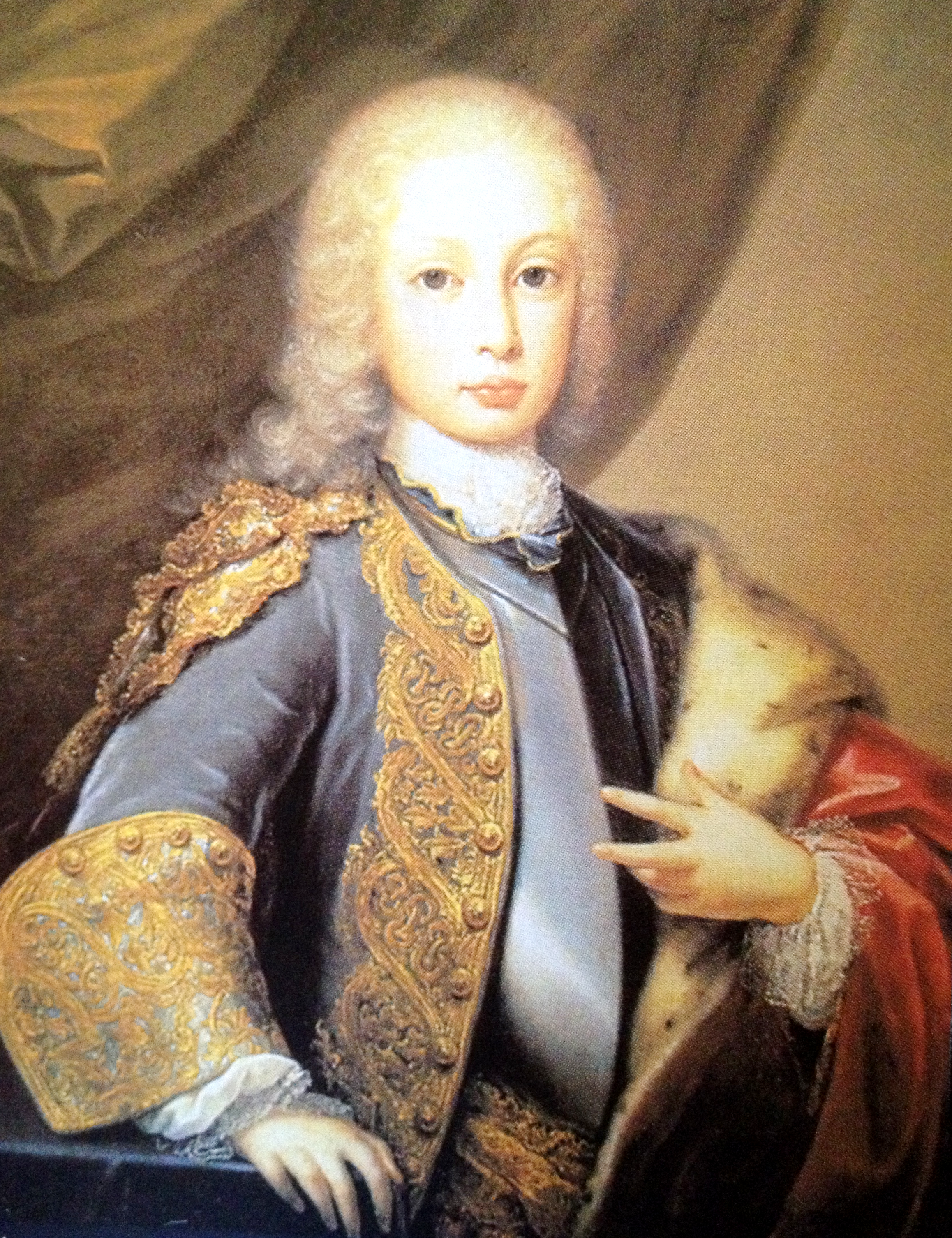
Dom Iosif ca Prinț al Braziliei, de Domenico Duprà.

A fost al treilea copil al regelui Ioan al V-lea al Portugaliei și a soției acestuia, Arhiducesa Maria Anna de Austria. Iosif și fratele său mai mare, Pedro (care a murit la vârsta de doi ani), aveau o soră mai mare și trei frați mai mici. După moartea fratelui său mai mare, Iosif a devenit Prinț al Braziliei ca moștenitor aparent al regelui, și Duce de Braganza.
Lui Iosif îi plăcea vânătoarea și opera. El a adunat una dintre cele mai mari colecții de opere din Europa.

### Căsătorie
La 19 ianuarie 1729, Iosif se căsătorește cu infanta Mariana Victoria a Spaniei, fiica regelui Filip al V-lea al Spaniei și a reginei Elisabeth Farnese, și sora mai mare a Barbara a Portugaliei căsătorită cu viitorul Ferdinand al VI-lea al Spaniei. Mariana Victoria iubea muzica și vânătoarea, dar a fost, de asemenea, o femeie serioasa, căreia nu-i plăceau aventurile regelui și care nu a ezitat să le expună cunoștințelor. Iosif și Mariana Victoria au avut patru fiice și trei copii născuți morți (din care doi fii).
- Maria I a Portugaliei (17 decembrie 1734 – 20 martie 1816) căsătorită cu unchiul ei, Infantele Pedro al Portugaliei; au avut copii. Mai târziu a devenit regină a Portugaliei.
- Mariana Francisca a Portugaliei (7 octombrie 1736 – 6 mai 1813), potențială mireasă pentru Louis, Delfin al Franței, însă mama ei a refuzat să consimtă căsătoria; a murit necăsătorită.
- Infanta Doroteia a Portugaliei (21 septembrie 1739 – 14 ianuarie 1771), potențială mireasă pentru Philippe Égalité însă a refuzat să se căsătorească cu el; a murit necăsătorită.
- Infanta Benedita a Portugaliei (25 iulie 1746 – 18 august 1829) căsătorită cu Infantele Joseph, Prinț de Beira, fără copii.

## Domnie
A succedat la tronul portughez în 1750, când avea 36 de ani, și aproape imediat a plasat puterea în mâinile lui Sebastião José de Carvalho e Melo, mai bine cunoscut astăzi drept marchizul de Pombal.
Domnia lui Iosif a fost aproape faimoasă pentru marele cutremur de la Lisabona care a avut loc la 1 noiembrie 1755, în care au murit în jur de 100.000 de oameni. Cutremurul i-a dezvoltat lui Iosif un caz sever de claustrofobie care nu a mai trăit confortabil niciodată într-o clădire cu pereți. Prin urmare, el și-a mutat curtea regală într-un complex amplu de corturi pe dealurile din Ajuda.
În cele din urmă capitala a fost reconstruită la un cost mare, și o statuie ecvestră a regelui Iosif domină încă piața principală din Lisabona.
Când Iosif a murit la 24 februarie 1777, tronul a trecut fiicei lui, Maria I, și ginerelui său (care era în același timp și fratele său), Pedro al III-lea. Domnia de fier a lui Pombal a fost brusc întreruptă, pentru că Maria îl ura foarte mult pentru aroganța lui și a comportamentul violent.